# 小果白刺
小果白刺（学名：Nitraria sibirica）是一种蒺藜科植物。其种加词“sibirica”意为“西伯利亚的”。这种植物原产亚洲中部。在中国，分布于东北、西北、华北、四川、贵州和两藏等省区；此外，蒙古、中亚、西伯利亚、欧洲也有分布。